# Gerald's Game (filme)
Gerald's Game (bra: Jogo Perigoso) é um filme de suspense psicológico e terror psicológico estadunidense de 2017, dirigido e editado por Mike Flanagan, e roteiro escrito por Flanagan com Jeff Howard. É baseado no romance de Stephen King de 1992 com o mesmo título, há muito considerado impossível de ser filmado. O filme é estrelado por Carla Gugino e Bruce Greenwood como um casal que chega a uma casa isolada para passar férias. Quando o marido morre de um ataque cardíaco repentino, sua esposa, deixada algemada à cama sem a chave e com pouca esperança de resgate, deve encontrar uma maneira de sobreviver, enquanto luta contra seus traumas do passado.
Gerald's Game estreou mundialmente no BFI Southbank em 19 de setembro de 2017 e foi lançado em 29 de setembro de 2017 pela Netflix. Recebeu críticas muito positivas da crítica de cinema, que elogiou a atuação de Gugino; A direção de Flanagan e os temas do filme e seu tratamento também foram destacados.

## Elenco
- Carla Gugino como Jessie Burlingame, esposa de Gerald
  - Chiara Aurelia como jovem Jessie
- Bruce Greenwood como Gerald Burlingame, marido de Jessie
- Carel Struycken como "homem feito de luar" / Raymond Andrew Joubert
- Henry Thomas como Tom, marido de Sally e pai de Jessie, Maddie e James
- Kate Siegel como Sally, esposa de Tom e Jessie, mãe de Maddie e James
- Adalyn Jones como Maddie
- Bryce Harper como James
- Gwendolyn Mulamba como juíza
- James Flanagan como secretário do Tribunal
- Dori Lumpin como adolescente
- Charles Dube como oficial correcional
- Chuck Borden como oficial do tribunal
- Mike McGill como oficial do tribunal
- Natalie Roers como Repórter
- Nikia Reynolds como Repórter
- Bill Riales como Repórter

## Produção

### Desenvolvimento
Em 19 de maio de 2014, Deadline Hollywood relatou que Mike Flanagan havia sido definido para dirigir uma adaptação cinematográfica do romance de suspense Gerald's Game de Stephen King, com roteiro de Jeff Howard. Trevor Macy produziu o filme através da Intrepid Pictures.
Em entrevista à Rue Morgue em setembro de 2016, Flanagan afirmou que a adaptação para o cinema seria lançada pela Netflix.

### Elenco
Carla Gugino e Bruce Greenwood foram escalados para interpretar Jessie e Gerald Burlingame, junto com Henry Thomas, Carel Struycken, Kate Siegel e Chiara Aurelia.

### Filmagens
As filmagens principais do filme começaram em 17 de outubro de 2016, em Mobile, Alabama.

## Lançamento
O filme foi lançado em 29 de setembro de 2017, pela Netflix.

## Recepção crítica
Gerald's Game recebeu críticas amplamente positivas. Na revisão do Rotten Tomatoes, o filme mantém um índice de aprovação de 91% com base em 76 comentários, com uma classificação média de 7,58/10. Estados críticos de consenso do site, "Carla Gugino carrega o suspense em pequena escala de Gerald's Game com uma performance que define sua carreira". No Metacritic, que usa uma média ponderada, o filme tem uma pontuação de 77 em 100 com base em 12 críticos, indicando "críticas geralmente favoráveis". Stephen King chamou o filme de "hipnótico, horripilante e incrível".